# Squadriglia 75
75ª Squadriglia Aeroplani da Caccia (röviden: 75ª, teljes nevén magyarul: 75. Vadászrepülő Osztag) egy ismert olasz repülőszázad volt. Az első világháború során a század ugyan szerzett néhány légi győzelmet, de nem tett szert nagyobb hírnévre, hiszen nem szolgáltak híres ászpilóták. Az osztagról azonban ismert, hogy  Nieuport 10-es repülőgépekkel repültek pilótái.

## Története

### Megalakulása
A század nagy valószínűséggel 1915-ben, Olaszország hadba lépése után alakult meg.

### Ászpilóták
- Alessandro Buzio (1 légi győzelem az osztagnál, összesen 6 légi győzelem)
- Guido Nardini (1 légi győzelem az osztagnál, összesen 8 légi győzelem)

### Repülőgépek
- Francia gyártmányú Nieuport 10-es repülőgépek.